# Reserva provincial Copo
La Reserva provincial de uso múltiple Copo se encuentra en el departamento homónimo, en la provincia de Santiago del Estero, Argentina. 
Cubre una superficie de unas 85 000 ha, en torno a la posición 25°47′S 62°04′O / -25.783, -62.067, inmediatamente hacia el sur del límite con la vecina provincia de Chaco y hacia el oeste del parque nacional Copo.
Fue creada en el año 2002 mediante la ley provincial n.º 6601 con el objeto de configurar el área de amortiguamiento del parque nacional Copo, entendiendo que de este modo se daba respuesta a la necesidad de reducir los impactos sobre el parque nacional y simultáneamente a la colonización de una importante superficie de tierras fiscales.
Tradicionalmente, la actividad típica de la región era la explotación forestal de los bosquecillos de quebracho, acompañada de ganadería de monte, que aprovechaba las pasturas naturales de gramíneas existentes en el sotobosque. A partir de la primera mitad de la década de 1990, estas actividades extractivas comenzaron a ser reemplazadas por agricultura extensiva a gran escala. Esta actividad requirió la liberación del suelo, es decir, la destrucción del monte nativo, mediante el uso de fuego o maquinaria pesada, con la consecuente alteración del ecosistema.
La creación de esta reserva tiene como objeto regular las actividades humanas con el objeto de mitigar el impacto sobre el ecosistema, revirtiendo en algunos casos los daños producidos.

## Flora y fauna

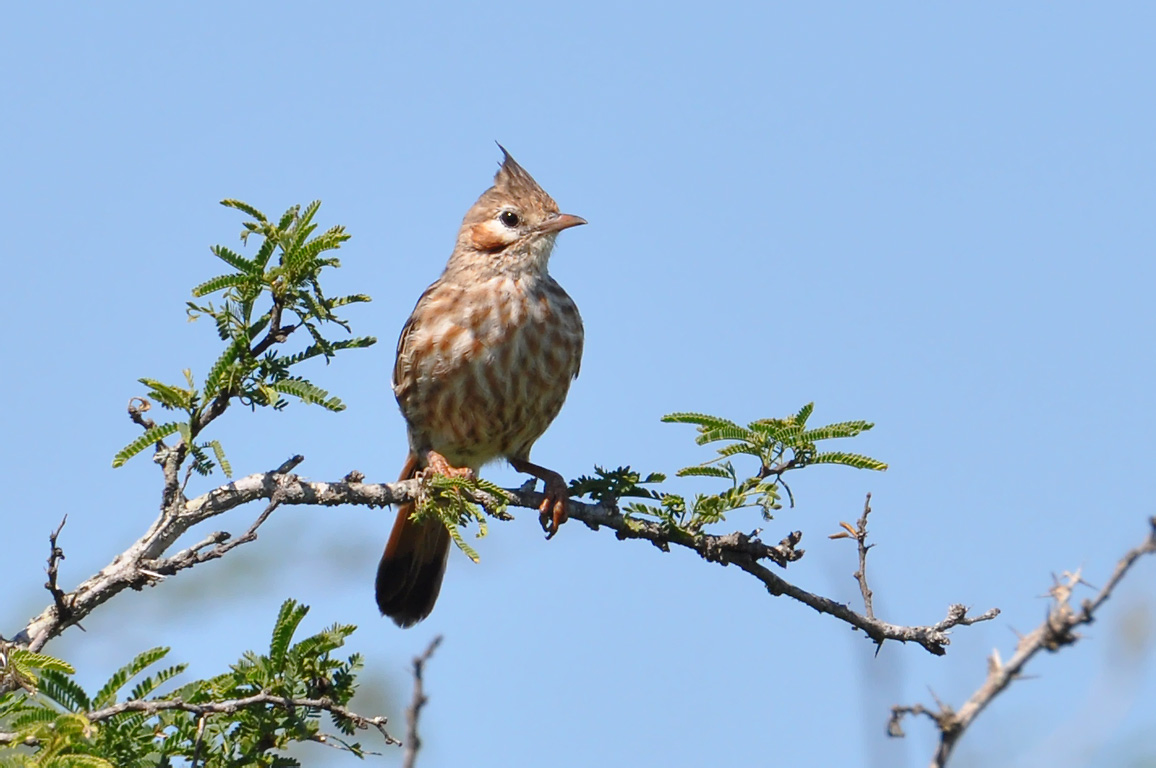
Crestudo (Coryphistera alaudina).

La cobertura vegetal típica la constituyen los bosquecillos de quebracho colorado (Schinopsis balansae) y quebracho blanco (Aspidosperma quebracho-blanco),  con la presencia alternada de algarrobo negro (Prosopis nigra), algarrobo blanco (Prosopis alba), mistol (Zizyphus mistol), brea (Cercidium australe), guayacán (Caesalpinia paraguariensis), "sombra de toro" (Jodina rhombifolia), itín (Prosopis kuntzei) y chañar (Geoffroea decorticans)
La reserva es hábitat de varias especies animales, algunas de ellas amenazadas o vulnerables, como el yaguareté (Panthera onca), el tatú carreta (Priodontes maximus), el chancho quimilero (Catagonus wagneri), el oso hormiguero (Myrmecophaga tridactyla), el gato montes (Felis geoffroyi) y la lampalagua (Boa constrictor occidentalis).

Se han registrado ejemplares muy buscados como la iguana (Tupinambis rufescens), la tortuga de tierra (Chelonoidis chilensis), el ñandú o suri (Rhea americana), la corzuela o guasuncha (Mazama americana) y el pecarí labiado (Tayassu pecari).
No se han desarrollado estudios sobre la riqueza ornitológica de la zona, si bien presumiblemente habría un par de centenares de especies de aves. Considerando las aves registradas en el contiguo parque nacional Copo, del cual la reserva es área de amortiguamiento, se puede afirmar que en la región habitan gavilanes (Geranoaetus melanoleucus) halconcitos grises (Spiziapteryx circumcincta), bandurritas chaqueñas (Upucerthia certhioides), canasteros de pico corto (Asthenes baeri), crestudos (Coryphistera alaudina), hormigueros estriados (Myrmorchilus strigilatus), gallitos copetones (Rhinocrypta lanceolata), calandritas (Stigmatura budytoides), viuditas chaqueñas (Knipolegus striaticeps), afrecheros (Lophospingus pusillus), monteritas cabeza negra (Poospiza melanoleuca), monteritas de collar (Poospiza torquata), pepiteros chicos (Saltatricula multicolor), entre otros.